# 헤마글루티닌

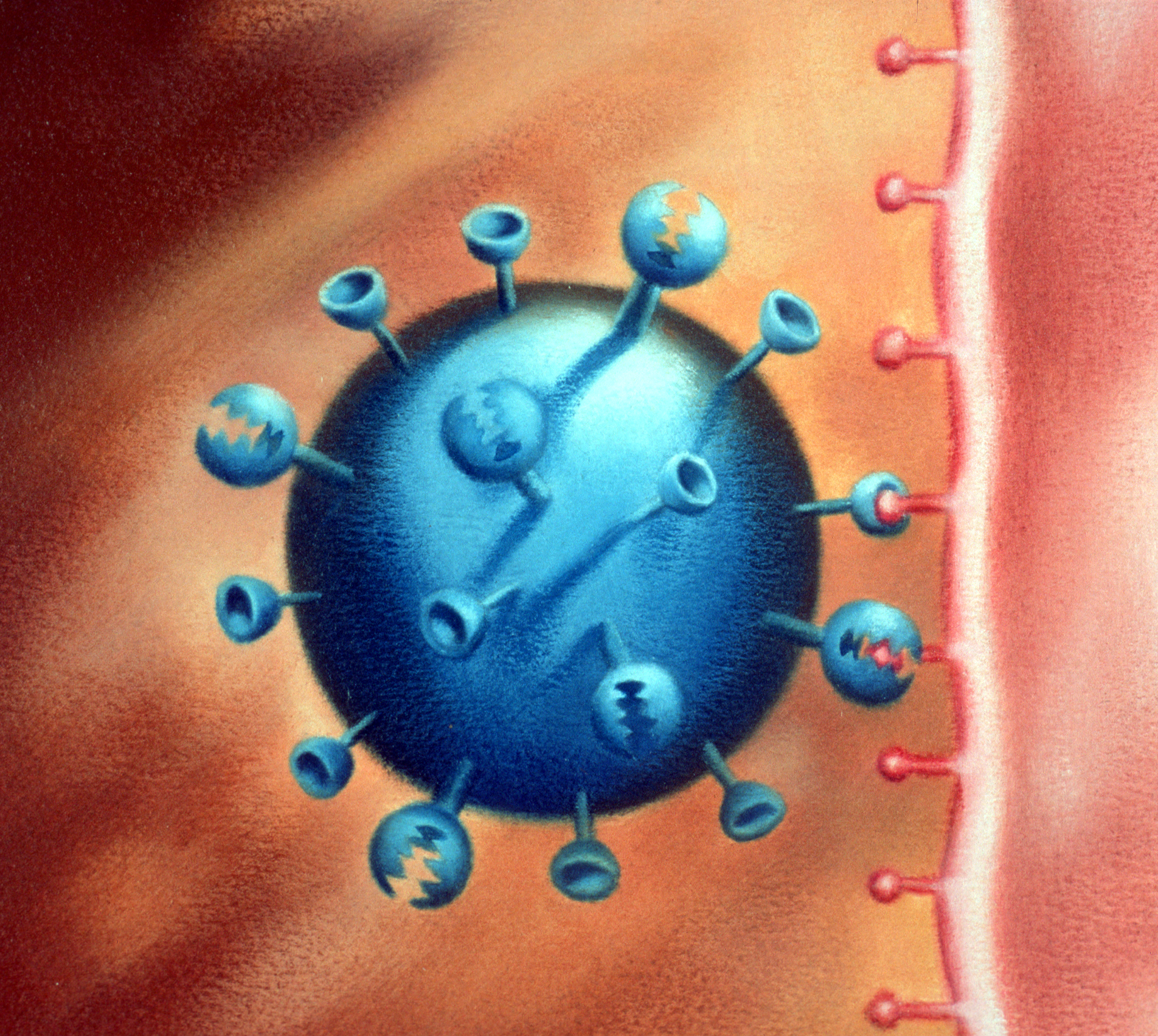
외피 단백질 헤마글루티닌을 통해 바이러스가 세포에 붙는 그림.

헤마글루티닌 또는 적혈구응집소는 많은 콩과식물에 천연적으로 존재하는 독성 물질이며, 적혈구 세포가 응집되게 하는 당 단백질이다. A, B형 인플루엔자 바이러스나 코로나바이러스 등의 표면에 돋아나 있는 항원성 돌기 중의 하나다. 포유동물의 세포에 부착하는 데 관여한다. 특히 A형 인플루엔자 바이러스에서는 이것의 항원형에 따라 H1, H2, H3의 3가지의 아형으로 분류된다. 가열하면 분해되어 독성을 잃는다. 또한, 적혈구의 응집 과정을 혈구 응집이라고 한다. 대표적으로 알려진 헤마글루티닌으로는 인플루엔자 헤마글루티닌, 홍역 헤마글루티닌, 항체, 렉틴 등이 있다.

## 같이 보기
- 헤마글루티닌 에스터레이스
- 뉴라미니다아제
- H5N1
- H3N2